# Tigres da Liberdade do Turquestão
O Movimento do Turquestão Meridional, mais conhecido como Tigres da Liberdade do Turquestão  ou Lobo de Jawzjan, é um grupo militante que busca a independência das tribos turcas na região do Turquestão Meridional no Afeganistão. Acredita-se que o grupo seja leal a Yar Mohammad Dostum, filho do General Abdul Rashid Dostum, líder do Movimento Islâmico Nacional do Afeganistão. Em 29 de junho de 2022, um grupo de combatentes anunciou a formação do movimento em um vídeo de um minuto que circulou na internet. O comandante do grupo explica no vídeo que eles lutarão contra o Talibã e protegerão os direitos dos povos turcos. O grupo é composto por uigures, Hazaras, uzbeques, turcomanos e outros povos turcos.
O Movimento do Turquestão do Sul iniciou suas atividades em 8 de fevereiro de 2022, com um ataque a um posto de controle talibã no bairro de Qara Kint em Sheberghan. Quatro membros do Talibã foram mortos e outros dois ficaram feridos no ataque. Após o fim do confronto, os atacantes escreveram as palavras "Vida longa aos Tigres da Liberdade do Turquestão" no muro do posto de controle e fugiram da área. Acredita-se que o Movimento do Turquestão do Sul esteja ativo nas províncias de Jawzjan e Faryab, no Afeganistão. Alguns especialistas sugeriram que o grupo pode estar ligado a agências de inteligência turcas.